# Abdelrahman Fawzi
Abdelrahman Fawzi (arabe : عبد الرحمن فوزي) (né le 11 août 1909 à Port-Saïd en Égypte et mort le 16 octobre 1988) est un footballeur international égyptien, qui évoluait au poste d'attaquant, avant de devenir ensuite entraîneur.

## Biographie

### Carrière de joueur

#### Carrière en club
Il jouait dans le club de Port-Saïd, Al Masry.

#### Carrière en sélection
En tant qu'attaquant, il participa à la Coupe du monde 1934, en Italie. L'Égypte est le premier pays africain à se qualifier pour une phase finale de Coupe du monde.
Tout d'abord, il inscrit un but en éliminatoires contre la Palestine mandataire, lors du match retour (4-1). 
Ensuite, il affronte la Hongrie, le 27 mai 1934 à Naples au premier tour. La Hongrie s'impose 4 buts à 2, mais il inscrit un doublé à la 35e et 39e minute, faisant de lui, le premier buteur égyptien et le premier buteur africain en Coupe du monde. Aucun joueur égyptien ne marquera deux buts en Coupe du monde avant Mohamed Salah en 2018.